# Demanda efectiva
En economía, la demanda efectiva se refiere a la disposición y capacidad de los consumidores de comprar bienes a diferentes precios. Muestra la cantidad de bienes que los consumidores compran, respaldados por su capacidad de pago. La demanda efectiva excluye la demanda latente, donde la voluntad de comprar bienes puede estar limitada por la incapacidad de financiarlos o la falta de información. En la teoría macroeconómica de Keynes, la demanda efectiva es el punto de equilibrio donde la demanda agregada es igual a la oferta agregada. Una de las conclusiones de Keynes es que la demanda efectiva puede ser insuficiente para lograr el pleno empleo.

## Historia
El economista clásico David Ricardo adoptó la Ley de Say, planteando (en la formulación de Keynes) que "la oferta crea su propia demanda". De acuerdo con la Ley de Say, por cada exceso de oferta de bienes en un mercado, existe un correspondiente exceso de demanda (escasez) en otro. Esta teoría sugiere que un exceso de oferta no puede acompañarse de una demanda inadecuada a nivel macroeconómico. Por otro lado, economistas del siglo XIX como Thomas Malthus, Jean Charles Leonard de Sismondi establecieron que la "demanda efectiva" es la base de una economía estable. En respuesta a la Gran Depresión, Michał Kalecki y John Maynard Keynes coincidieron con esta última teoría, sugiriendo que "la demanda crea su propia oferta" y desarrollaron una teoría integral de la demanda efectiva.
Keynes sostuvo que puede haber condiciones donde el exceso de demanda (u oferta) no se comunica "efectivamente" de manera que, aunque ciertos precios se encuentren en niveles de desequilibrio, no se iniciará un proceso de arbitraje. Una demanda débil da como resultado una acumulación no planificada de inventarios, que conduce a una disminución de la producción y un aumento del desempleo. Esto desencadena un efecto multiplicador que lleva a la economía hacia un equilibrio de subempleo. Del mismo modo, una fuerte demanda da como resultado una reducción no planificada de inventarios, lo que tiende a aumentar la producción y el empleo. Si los empresarios consideran sostenibles estas tendencias, las inversiones pueden aumentar, mejorando así los niveles potenciales de producción.

## Ejemplos despillovers
La presencia de un excesos de demanda en un mercado influye en la demanda u oferta efectiva en otro mercado, lo que puede crear desequilibrios. Un ejemplo son efectos spillover del mercado laboral al mercado de bienes. Si existen desequilibrios en el mercado de trabajo, de manera que los individuos no pueden suministrar todo el trabajo que quieren ofrecer, influirá en su demanda de bienes. La demanda de bienes que tiene como restricción la cantidad de trabajo que puede suministrarse, es la demanda efectiva de bienes. Por el contrario, si no hay desequilibrios en el mercado de trabajo, los individuos elegirían simultáneamente tanto la cantidad de trabajo a ofrecer como la cantidad de bienes a comprar, y esta sería su "demanda teórica" de bienes. En este ejemplo, la demanda efectiva de bienes sería menor que la demanda teórica de bienes.
Otro ejemplo son los efectos de los mercados crediticios al mercado de bienes. Si hay racionamiento del crédito, los consumidores se ven limitados en la cantidad de fondos que pueden pedir prestados para financiar la compra de bienes (incluidos los bienes de consumo duraderos y las viviendas), por lo que su demanda efectiva de bienes, en función de esta restricción, es menor que su demanda teórica (la cantidad que comprarían si pudieran pedir prestado todo lo que quisieran).
Las empresas también pueden presentar demandas o suministros efectivos que difieren de los suministros o demandas teóricos. Ellas también pueden tener restricciones crediticias, lo que da como resultado que su demanda efectiva de bienes, como el capital físico, difiera de su demanda teórica. Asimismo, en un período de escasez de mano de obra, se ven limitados en cuanto a la cantidad de trabajadores pueden emplear; por lo tanto, la cantidad de bienes que eligen suministrar a cualquier precio potencial de bienes —su oferta efectiva de bienes— será menor que su oferta teórica. Si las empresas se ven limitadas por el exceso de oferta en el mercado de bienes, entonces su demanda efectiva de trabajo será menor que su demanda teórica.